# Карабалис, Димитриос
Дими́триос Кара́балис (греч. Δημήτρηος Καράμπαλης; род. 28 июня 1959, Афины) — греческий дипломат, чрезвычайный и полномочный посол Греции в Грузии (с 2017).

## Биография
Родился 28 июня 1959 года в Афинах. Окончил юридический факультет Афинского университета и продолжил своё образование в Лондонской школе экономики и политических наук.
С 1983 по 1985 год служил в армии, в пехоте, в звании капрала, а по окончании службы был специальным советником в Национальной школе управления.
В 1986 году был принят на дипломатическую службу в Министерство иностранных дел Греции и работал в различных департаментах МИДа Греции: 1986—1987 — в департаменте СССР, 1988—1989 — третий секретарь в секретариате заместителя министра.
С 1990 года в должности временного поверенного в делах в посольстве Греции в Яунде (Камерун), а с 1992 года — второго секретаря в посольстве Греции в Каире (Египет).
С 1995 года был первым секретарём при постоянным представителем Греции при НАТО, с 1999 года — советником в МИДе в департаменте НАТО, а с 2001 года — первым советником в МИДе по военному планированию и учению в департаменте НАТО.
С 2004 года — генеральный консул в Генеральном консульстве в Бухаресте.
С 2007 года — заместитель постоянного представительства Греции при Совете Европы.
С 2011 года занимал различные должности в офисе МИДа Греции в Европарламенте.
В 2014 году был назначен чрезвычайным и полномочным послом Греции в Финляндии.
В 2017 году назначен чрезвычайным и полномочным послом Греции в Грузии. 7 ноября 2017 года вручил верительные грамоты президенту Грузии Георгию Маргвелашвили.
Женат, имеет сына.